# Toriyama Sekien
Toriyama Sekien est un nom japonais traditionnel ; le nom de famille (ou le nom d'école), Toriyama, précède donc le prénom (ou le nom d'artiste).
Toriyama Sekien (鳥山 石燕, 1712 – 1788) est un artiste japonais de l'ukiyo-e, spécialiste des contes et légendes traditionnels du Japon. Il est célèbre pour son travail de recensement des yōkai réalisé dans la série des Hyakki Yakō. Il fit partie de l'école Kanō et fut le professeur d'Utamaro Kitagawa.

## Œuvres
- Gazu Hyakki Yagyō (画図百鬼夜行, « Cortège nocturne des cents démons »?) (1776)
- Konjaku Gazu Zoku Hyakki (今昔画図続百鬼, « Cent illustrations de démons du présent et du passé »?) (1779)
- Konjaku Hyakki Shūi (今昔百鬼拾遺, « Supplément aux cent illustrations de démons du présent et du passé »?) (1780)
- Gazu Hyakki Tsurezure Bukuro (画図百器徒然袋, « Cent illustrations des heures oisives »?) (1784)